# Nuoto ai Giochi della XXVIII Olimpiade - Staffetta 4x200 metri stile libero femminile
La gara di nuoto della staffetta 4x200 metri stile libero femminile dei Giochi della XXVIII Olimpiade di Tokyo è stata disputata il 18 agosto 2004 presso l'Athens Olympic Aquatic Centre. Vi hanno preso parte 16 squadre nazionali.

## Record
Prima di questa competizione, il record del mondo (WR) e il record olimpico (OR) erano i seguenti.
| Record mondiale | 7'55"47 | Manuela Stellmach, Astrid Strauß, Anke Möhring e Heike Friedrich Germania Est | 18 agosto 1987 Strasburgo, Francia  |
| Record olimpico | 7'57"80 | Samantha Arsenault, Diana Munz, Lindsay Benko e Jenny Thompson Stati Uniti    | 20 settembre 2000 Sydney, Australia |

Durante l'evento sono stati migliorati i seguenti record:
| Data      | Evento | Atleta                                                        | Nazione     | Tempo   | Record          |
| --------- | ------ | ------------------------------------------------------------- | ----------- | ------- | --------------- |
| 18 agosto | Finale | Natalie Coughlin, Carly Piper, Dana Vollmer e Kaitlin Sandeno | Stati Uniti | 7'53"42 | Record mondiale |

## Batterie
Si sono svolte 2 batterie di qualificazione. Le prime 8 squadre si sono qualificate per la finale.

### 1ª batteria
1. Regno Unito:   Karen Pickering, Joanne Jackson, Caitlin McClatchey, Melanie Marshall 8:01.77 - Q
2. Australia:   Shayne Reese, Elka Graham, Linda Mackenzie, Giaan Rooney 8:01.85 - Q
3. Germania:   Petra Dallmann, Janina Götz, Hannah Stockbauer, Sara Harstick 8:03.22 - Q
4. Brasile:   Joanna Maranhão, Monique Ferreira, Mariana Brochado, Paula Baracho 8:05.58 - Q
5. Svezia:   Ida Mattsson, Josefin Lillhage, Lotta Wanberg, Johanna Sjöberg 8:07.17 - Q
6. Francia:   Céline Couderc, Elsa N'Guessan, Katarin Quelennec, Solenne Figuès 8:09.42
7. Italia:   Alessia Filippi, Sara Parise, Cecilia Vianini, Cristina Chiuso 8:15.30
8. Grecia:   Zoi Dimoschaki, Marianna Lymperta, Evangelia Tsagka, Georgia Manoli 8:16.69

### 2ª batteria
1. Stati Uniti:   Lindsay Benko, Rhi Jeffrey, Carly Piper, Rachel Komisarz 8:00.81 - Q
2. Spagna:   Tatiana Rouba, Melissa Caballero, Erika Villaécija, Arantxa Ramos 8:03.67 - Q
3. Cina:   Zhu Yingwen, Li Ji, Yang Yu, Pang Jiaying 8:05.38 - Q
4. Paesi Bassi:   Celina Lemmen, Haike van Stralen, Chantal Groot, Marleen Veldhuis 8:08.96
5. Romania:   Simona Păduraru, Larisa Lacusta, Beatrice Căslaru, Camelia Potec 8:09.67
6. Svizzera:   Chantal Strasser, Hanna Miluska, Nicole Zahnd, Flavia Rigamonti 8:10.41
7. Nuova Zelanda:   Helen Norfolk, Alison Fitch, Rebecca Linton, Nathalie Bernard 8:14.76
8. Slovenia:   Sara Isaković, Anja Klinar, Anja Čarman, Lavra Babič 8:16.89

## Finale
1. Stati Uniti:   Natalie Coughlin, Carly Piper, Dana Vollmer, Kaitlin Sandeno, 7:53.42
2. Cina:   Zhu Yingwen, Xu Yanwei, Yang Yu, Pang Jiaying, 7:55.97
3. Germania:   Franziska van Almsick, Petra Dallmann, Antje Buschschulte, Hannah Stockbauer, 7:57.35
4. Australia:   Alice Mills, Elka Graham, Shayne Reese, Petria Thomas, 7:57.40
5. Regno Unito:   Melanie Marshall, Georgina Lee, Caitlin McClatchey, Karen Pickering, 7:59.11
6. Spagna:   Tatiana Rouba, Melissa Caballero, Arantxa Ramos, Erika Villaécija, 8:02.11
7. Brasile:   Joanna Maranhão, Monique Ferreira, Mariana Brochado, Paula Baracho, 8:05.29
8. Svezia:   Josefin Lillhage, Ida Mattsson, Malin Svahnström, Lotta Wanberg, 8:08.34